# 332. medicinska brigada (ZDA)
332. medicinska brigada (izvirno angleško 332nd Medical Brigade) je bila medicinska brigada Kopenske vojske Združenih držav Amerike.

## Odlikovanja
- Meritorious Unit Commendation